# 田村郡
- 令制国一覧 > 東山道 > 磐城国 > 田村郡
- 日本 > 東北地方 > 福島県 > 田村郡

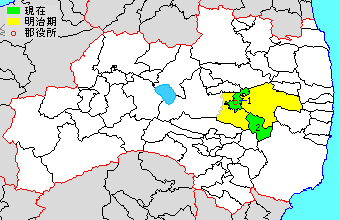
福島県田村郡の範囲（1.三春町 2.小野町）

田村郡（たむらぐん）は、福島県（陸奥国・磐城国）の郡。
人口24,660人、面積197.94km²、人口密度125人/km²。（2025年3月1日、推計人口）
以下の2町を含む。
- 三春町（みはるまち）
- 小野町（おのまち）

## 郡域
1878年（明治12年）に行政区画として発足した当時の郡域は、上記2町のほか、田村市および郡山市の一部（おおむね阿武隈川以東）にあたる。

## 歴史
中世に、坂上田村麻呂の末裔を称する田村氏が支配する阿武隈川の東を田村庄として安積郡から分立した。武士の支配によって荘園がなくなると、田村庄でなく田村郡と称された。

### 近代以降の沿革
- 「旧高旧領取調帳」に記載されている明治初年時点での支配は以下の通り。（1町147村）

| 知行         | 知行           | 村数     | 村名 |
| ------------ | -------------- | -------- | --- |
| 幕府領       | 幕府領         | 14村     | 飯豊村、吉野辺村、浮金村、柳橋村、中津川村、小野山神村、雁股田村、糠塚村、栃本村、栃山神村、谷田川村、上道渡村、下道渡村、川曲村 |
| 幕府領       | 旗本領         | 6村      | 新舘村、荒和田村、富沢村、大倉村、ツクモ田村、丹伊田村 |
| 藩領         | 陸奥三春藩     | 1町 81村 | 北鹿又村、長外路村、石沢村、南移村、横道村、上移村、中山村、北移村、御祭村、七草木村、北成田村、南成田村、青石村、実沢村、門鹿村、笹山村、熊耳村、貝山村、蛇沢村、春田村、狐田村、柴原村、込木村、楽内村、芹ヶ沢村、滝村、根本村、樋渡村、蛇石村、木目沢村、駒板村、黒木村、下枝村、牛縊本郷村、海老根村、上石村、過足村、平沢村、板橋村、高柴村、土棚村、鬼生田村、大畑村、李田村、鷹巣村、沼沢村、斎藤村、西方村、赤沼村（現・郡山市）、高倉村、細田村、広瀬村、湯沢村、神俣村、菅谷村、栗出村、牧野村、門沢村、堀越村、遠山沢村、永谷村、上大越村、下大越村、今泉村、芦沢村、船引村、春山村、西向村、久保村、鹿山村、新田作村、常葉村、山根村、岩井沢村、古道村、堀田村、早稲川村、関本村、小檜山村、三春町、葛尾村、津島村 |
| 藩領         | 陸奥守山藩     | 30村     | 木村、山田村、芹沢村、根木屋村、南小泉村、北小泉村、阿久津村、下白岩村、上舞木村、下舞木村、白岩村、荒井村、蒲倉村、大平村、横川村、安原村、手代木村、下行合村、上行合村、大善寺村、金屋村、徳定村、御代田村、正直村、山中村、守山村、岩作村、大供村、金沢村、小川村 |
| 藩領         | 常陸笠間藩     | 13村     | 小野新町村、谷津作村、北田原井村、南田原井村、和名田村、上羽出庭村、小塩村、菖蒲谷村、赤沼村（現・小野町）、皮籠石村、下羽出庭村、小戸神村、田母神村 |
| 藩領         | 三春藩・守山藩 | 1村      | 三町目村 |
| 幕府領・藩領 | 幕府領・三春藩 | 1村      | 椚山村 |
| 幕府領・藩領 | 旗本領・三春藩 | 1村      | 石森村 |

- 明治元年12月7日（1869年1月19日） - 陸奥国が分割され、本郡は磐城国の所属となる。
- 明治2年8月7日（1869年9月12日） - 幕府領・旗本領が白河県の管轄となる。
- 明治初年 - 葛尾村、津島村が相馬中村藩の管轄となる。
- 明治3年12月24日（1871年2月13日） - 陸奥守山藩が藩庁を移転して常陸松川藩となる。
- 明治4年
  - 7月14日（1871年8月29日） - 廃藩置県により藩領が三春県、松川県、笠間県、中村県となる。
  - 11月2日（1871年12月13日） - 第1次府県統合により平県の管轄となる。
  - 11月29日（1872年1月9日） - 平県が磐前県に改称。
- 明治5年 - 小塩村・下羽出庭村が合併して塩庭村となる。（1町146村）
- 明治8年（1875年） - 葛尾村、津島村の所属郡が標葉郡に変更。（1町144村）
- 明治9年（1876年）8月21日 - 第2次府県統合により福島県の管轄となる。
- 明治10年（1877年） - 赤沼村（現・小野町）が小野赤沼村に改称。
- 明治12年（1879年）1月27日 - 郡区町村編制法の福島県での施行により行政区画としての田村郡が発足。郡役所を三春町に設置。
- 明治14年（1881年） - 大畑村・李田村が合併して大田村となる。（1町143村）

### 町村制以降の沿革

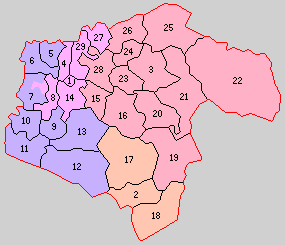
1.三春町 2.小野新町村 3.常葉村 4.御木沢村 5.高野村 6.逢隈村 7.巌江村 8.中妻村 9.宮城村 10.高瀬村 11.守山村 12.二瀬村 13.御館村 14.中郷村 15.芦沢村 16.七郷村 17.飯豊村 18.夏井村 19.滝根村 20.大越村 21.山根村 22.都路村 23.片曽根村 24.美山村 25.移村 26.瀬川村 27.沢石村 28.文珠村 29.要田村（紫：郡山市 赤：田村市 桃：三春町 橙：小野町）

- 1889年（明治22年）4月1日 - 町村制の施行により以下の町村が発足。特記以外は現・田村市。（1町28村）
  - 三春町（単独町制、現存）
  - 小野新町村 ← 小野新町村、谷津作村、小野赤沼村、皮籠石村、雁股田村、菖蒲谷村（現・小野町）
  - 常葉村 ← 常葉村、久保村、新田作村、西向村、鹿山村
  - 御木沢村 ← 平沢村、御祭村、七草木村（現・三春町）
  - 高野村 ← 丹伊田村、土棚村、高柴村、板橋村（現・郡山市）
  - 逢隈村 ← 鬼生田村、三町目村、大田村、木村（現・郡山市）
  - 巌江村 ← 白岩村、下白岩村、上舞木村、根木屋村、芹沢村、南小泉村、北小泉村、阿久津村、安原村、横川村、山田村（現・三春町）、下舞木村（現・郡山市、三春町）
  - 中妻村 ← 鷹巣村、斎藤村、西方村、沼沢村、蒲倉村、荒井村（現・三春町）
  - 宮城村 ← 高倉村、赤沼村、上石村、海老根村（現・郡山市）
  - 高瀬村 ← 上行合村、下行合村、金屋村、大平村、小川村、手代木村（現・郡山市）
  - 守山村 ← 守山村、山中村、大供村、岩作村、金沢村、御代田村、正直村、徳定村、大善寺村、細田村（現・郡山市）
  - 二瀬村 ← 谷田川村、栃本村、栃山神村、上道渡村、下道渡村、川曲村、田母神村、糠塚村（現・郡山市）
  - 御舘村 ← 下枝村、柳橋村、中津川村、黒木村、駒板村、木目沢村、牛縊本郷村（現・郡山市）
  - 中郷村 ← 滝村、柴原村、蛇石村、根本村、樋渡村、狐田村、過足村、春田村、貝山村、蛇沢村、込木村、楽内村、芹ヶ沢村（現・三春町）
  - 芦沢村（単独村制）
  - 七郷村 ← 堀越村、遠山沢村、永谷村、椚山村、門沢村、牧野村、栗出村
  - 飯豊村 ← 飯豊村、吉野辺村、浮金村、小野山神村、小戸神村（現・小野町）
  - 夏井村 ← 南田原井村、北田原井村、塩庭村、上羽出庭村、和名田村、湯沢村（現・小野町）
  - 滝根村 ← 菅谷村、広瀬村、神俣村
  - 大越村 ← 上大越村、下大越村
  - 山根村 ← 山根村、関本村、小檜山村、堀田村、早稲川村
  - 都路村 ← 古道村、岩井沢村
  - 片曽根村 ← 船引村、今泉村
  - 美山村 ← 北鹿又村、長外路村
  - 移村 ← 上移村、南移村、北移村、中山村、横道村
  - 瀬川村 ← 石沢村、新舘村、門鹿村、大倉村
  - 沢石村 ← 実沢村、富沢村、青石村（現・三春町）
  - 文珠村 ← 春山村、ツクモ田村[2]、石森村
  - 要田村 ← 北成田村（現・三春町）、熊耳村、南成田村、笹山村、荒和田村（現・田村市、三春町）
- 1893年（明治26年）2月3日 - 二瀬村の一部（大字谷田川）が分立して谷田川村が発足。（1町29村）
- 1894年（明治27年）7月23日 - 巌江村の一部（大字南小泉・北小泉および芹沢の一部）が分立して小泉村が発足。（1町30村）
- 1896年（明治29年）7月21日 - 小野新町村が町制施行して小野新町となる。（2町29村）
- 1897年（明治30年）10月1日 - 郡制を施行。
- 1898年（明治31年）7月6日 - 常葉村が町制施行して常葉町となる。（3町28村）
- 1908年（明治41年）3月13日 - 守山村が町制施行して守山町となる。（4町27村）
- 1923年（大正12年）4月1日 - 郡会が廃止。郡役所は存続。
- 1926年（大正15年）7月1日 - 郡役所が廃止。以降は地域区分名称となる。
- 1934年（昭和9年）4月1日 - 片曽根村が町制施行・改称して船引町となる。（5町26村）
- 1940年（昭和15年）4月1日 - 滝根村が町制施行して滝根町となる。（6町25村）
- 1942年（昭和17年）2月8日 - 大越村が町制施行して大越町となる。（7町24村）
- 1954年（昭和29年）3月31日 - 小泉村が安積郡富久山町（現・郡山市）に編入。（7町23村）
- 1955年（昭和30年）
  - 1月1日（7町21村）
    - 高瀬村の一部（大字大平および下行合の一部）が郡山市に編入。
    - 守山町・谷田川村および高瀬村の残部（大字上行合・金屋・小川・手代木および下行合の残部）が合併して田村町が発足。

  - 2月1日（7町18村）
    - 小野新町・飯豊村・夏井村が合併して小野町が発足。
    - 常葉町・山根村が合併し、改めて常葉町が発足。

  - 3月1日 - 二瀬村が田村町に編入。（7町17村）
  - 4月1日（7町5村）
    - 三春町・御木沢村・中妻村・中郷村・沢石村・要田村が合併し、改めて三春町が発足。
    - 高野村・逢隈村が合併して西田村が発足。
    - 船引町・芦沢村・美山村・移村・瀬川村・文珠村および七郷村の一部（大字堀越・遠山沢・永谷・椚山・角沢）が合併し、改めて船引町が発足。
    - 七郷村の残部（大字牧野・栗出）が大越町に編入。

  - 11月1日 - 三春町の一部（大字荒井・蒲倉）が郡山市に編入。
  - 11月15日（7町4村）
    - 巌江村の一部（大字山田および上舞木の一部）が三春町に編入。
    - 巌江村の一部（大字根木屋・芹沢）が西田村に編入。
    - 巌江村の残部（大字白岩・下白岩・下舞木・阿久津・安原・横川および上舞木の残部）が郡山市に編入。
- 1956年（昭和31年）9月1日 - 宮城村・御舘村が合併して中田村が発足。（7町3村）
- 1957年（昭和32年）3月31日 - 三春町の一部（大字荒和田・笹山および熊耳・南成田の一部）が船引町に編入。
- 1960年（昭和35年）4月1日 - 三春町が郡山市の一部（大字上舞木および下舞木の一部）を編入。
- 1963年（昭和38年）9月1日 - 船引町の一部（大字荒和田・笹山・要田の各一部）が三春町に編入。
- 1965年（昭和40年）
  - 5月1日 - 田村町が郡山市および安積郡富久山町・日和田町・熱海町・安積町・喜久田村・逢瀬村・片平村・三穂田村・湖南村と合併し、改めて郡山市が発足、郡より離脱。（6町3村）
  - 8月1日 - 中田村・西田村が郡山市に編入。（6町1村）
- 2005年（平成17年）3月1日 - 大越町・滝根町・常葉町・船引町・都路村が合併して田村市が発足し、郡より離脱。（2町）

### 変遷表
| 明治22年以前 | 明治22年4月1日 | 明治22年 - 大正15年                                  | 昭和1年 - 昭和19年            | 昭和20年 - 昭和39年                   | 昭和40年 - 昭和64年         | 平成1年 - 現在        | 現在   |
| ------------ | -------------- | ---------------------------------------------------- | ----------------------------- | ------------------------------------- | --------------------------- | --------------------- | ------ |
|              | 片曾根村       | 片曾根村                                             | 昭和9年4月1日 町制改称 船引町 | 昭和30年4月1日 船引町                 | 船引町                      | 平成17年3月1日 田村市 | 田村市 |
|              | 芦沢村         | 芦沢村                                               | 芦沢村                        | 昭和30年4月1日 船引町                 | 船引町                      | 平成17年3月1日 田村市 | 田村市 |
|              | 美山村         | 美山村                                               | 美山村                        | 昭和30年4月1日 船引町                 | 船引町                      | 平成17年3月1日 田村市 | 田村市 |
|              | 移村           | 移村                                                 | 移村                          | 昭和30年4月1日 船引町                 | 船引町                      | 平成17年3月1日 田村市 | 田村市 |
|              | 瀬川村         | 瀬川村                                               | 瀬川村                        | 昭和30年4月1日 船引町                 | 船引町                      | 平成17年3月1日 田村市 | 田村市 |
|              | 文珠村         | 文珠村                                               | 文珠村                        | 昭和30年4月1日 船引町                 | 船引町                      | 平成17年3月1日 田村市 | 田村市 |
|              | 七郷村         | 七郷村                                               | 七郷村                        | 昭和30年4月1日 船引町                 | 船引町                      | 平成17年3月1日 田村市 | 田村市 |
|              | 七郷村         | 七郷村                                               | 七郷村                        | 昭和30年4月1日 大越町に編入           | 大越町                      | 平成17年3月1日 田村市 | 田村市 |
|              | 大越村         | 大越村                                               | 昭和17年2月8日 町制           | 大越町                                | 大越町                      | 平成17年3月1日 田村市 | 田村市 |
|              | 滝根村         | 滝根村                                               | 昭和15年4月1日 町制           | 滝根町                                | 滝根町                      | 平成17年3月1日 田村市 | 田村市 |
|              | 常葉村         | 明治31年7月1日 町制                                  | 常葉町                        | 昭和30年2月1日 常葉町                 | 常葉町                      | 平成17年3月1日 田村市 | 田村市 |
|              | 山根村         | 山根村                                               | 山根村                        | 昭和30年2月1日 常葉町                 | 常葉町                      | 平成17年3月1日 田村市 | 田村市 |
|              | 都路村         | 都路村                                               | 都路村                        | 都路村                                | 都路村                      | 平成17年3月1日 田村市 | 田村市 |
|              | 小野新町村     | 明治29年7月1日 町制改称 小野新町                     | 小野新町                      | 昭和30年2月1日 小野町                 | 小野町                      | 小野町                | 小野町 |
|              | 飯豊村         | 飯豊村                                               | 飯豊村                        | 昭和30年2月1日 小野町                 | 小野町                      | 小野町                | 小野町 |
|              | 夏井村         | 夏井村                                               | 夏井村                        | 昭和30年2月1日 小野町                 | 小野町                      | 小野町                | 小野町 |
|              | 三春町         | 三春町                                               | 三春町                        | 昭和30年4月1日 三春町                 | 三春町                      | 三春町                | 三春町 |
|              | 御木沢村       | 御木沢村                                             | 御木沢村                      | 昭和30年4月1日 三春町                 | 三春町                      | 三春町                | 三春町 |
|              | 中妻村         | 中妻村                                               | 中妻村                        | 昭和30年4月1日 三春町                 | 三春町                      | 三春町                | 三春町 |
|              | 中郷村         | 中郷村                                               | 中郷村                        | 昭和30年4月1日 三春町                 | 三春町                      | 三春町                | 三春町 |
|              | 沢石村         | 沢石村                                               | 沢石村                        | 昭和30年4月1日 三春町                 | 三春町                      | 三春町                | 三春町 |
|              | 要田村         | 要田村                                               | 要田村                        | 昭和30年4月1日 三春町                 | 三春町                      | 三春町                | 三春町 |
|              | 巌江村         | 巌江村                                               | 巌江村                        | 昭和30年11月15日 三春町に編入         | 三春町                      | 三春町                | 三春町 |
|              | 巌江村         | 巌江村                                               | 巌江村                        | 昭和30年11月15日 西田村に編入         | 昭和40年8月1日 郡山市に編入 | 郡山市の一部          | 郡山市 |
|              | 巌江村         | 巌江村                                               | 巌江村                        | 昭和30年11月15日 郡山市に編入         | 昭和40年5月1日 郡山市の一部 | 郡山市の一部          | 郡山市 |
|              | 巌江村         | 明治27年7月23日 小泉村 （南小泉、北小泉 芹沢、堂沢） | 小泉村                        | 昭和29年3月31日 安積郡 富久山町に編入 | 昭和40年5月1日 郡山市の一部 | 郡山市の一部          | 郡山市 |
|              | 高瀬村         | 高瀬村                                               | 高瀬村                        | 昭和30年1月1日 郡山市に編入           | 昭和40年5月1日 郡山市の一部 | 郡山市の一部          | 郡山市 |
|              | 高瀬村         | 高瀬村                                               | 高瀬村                        | 昭和30年1月1日 田村町                 | 昭和40年5月1日 郡山市の一部 | 郡山市の一部          | 郡山市 |
|              | 守山村         | 明治41年1月1日 町制                                  | 守山町                        |                                       | 昭和40年5月1日 郡山市の一部 | 郡山市の一部          | 郡山市 |
|              | 二瀬村         | 明治26年2月3日 谷田川村                              | 谷田川村                      |                                       | 昭和40年5月1日 郡山市の一部 | 郡山市の一部          | 郡山市 |
|              | 二瀬村         | 二瀬村                                               | 二瀬村                        | 昭和30年3月1日 田村町に編入           | 昭和40年5月1日 郡山市の一部 | 郡山市の一部          | 郡山市 |
|              | 高野村         | 高野村                                               | 高野村                        | 昭和30年4月1日 西田村                 | 昭和40年8月1日 郡山市に編入 | 郡山市の一部          | 郡山市 |
|              | 逢隈村         | 逢隈村                                               | 逢隈村                        | 昭和30年4月1日 西田村                 | 昭和40年8月1日 郡山市に編入 | 郡山市の一部          | 郡山市 |
|              | 宮城村         | 宮城村                                               | 宮城村                        | 昭和31年9月1日 中田村                 | 昭和40年8月1日 郡山市に編入 | 郡山市の一部          | 郡山市 |
|              | 御舘村         | 御舘村                                               | 御舘村                        | 昭和31年9月1日 中田村                 | 昭和40年8月1日 郡山市に編入 | 郡山市の一部          | 郡山市 |

## 行政
歴代郡長
| 代 | 氏名 | 就任年月日                | 退任年月日                | 備考                   |
| -- | ---- | ------------------------- | ------------------------- | ---------------------- |
| 1  |      | 明治12年（1879年）1月27日 |                           |                        |
|    |      |                           | 大正15年（1926年）6月30日 | 郡役所廃止により、廃官 |